# اکراس‌نما
اکراس‌نما (نام علمی: Pseudibis) نام یک سرده از زیرخانواده اکراس است.

## گونه‌ها
- اکراس پس‌سرسرخ, Pseudibis papillosa
- اکراس شانه‌سفید, Pseudibis davisoni